# St. Nikolaus (Geldersheim)

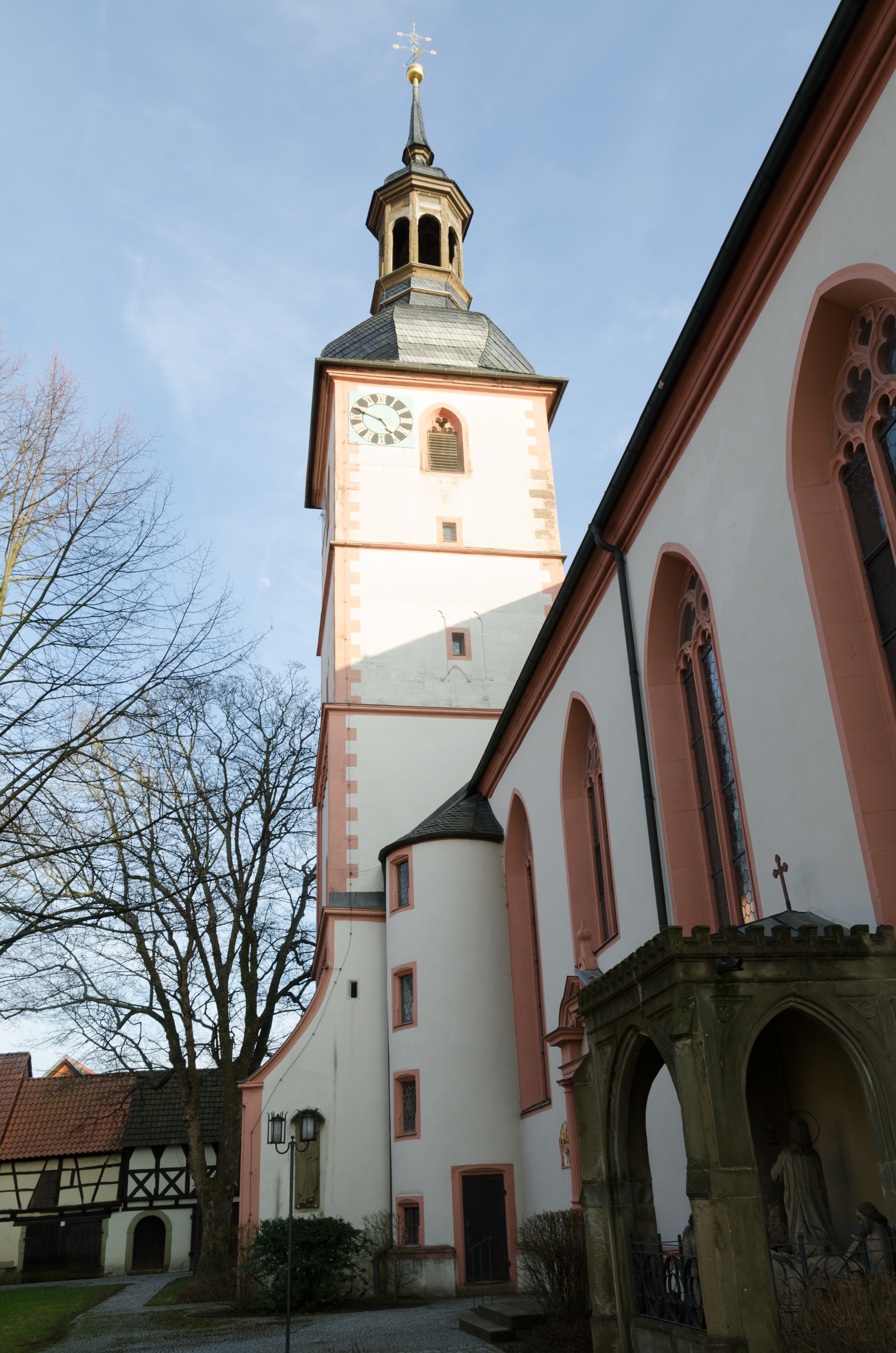
St. Nikolaus (Geldersheim)

Die römisch-katholische Pfarrkirche St. Nikolaus ist ein Kirchengebäude in Geldersheim, einer Gemeinde im Landkreis Schweinfurt (Unterfranken, Bayern). Die Pfarrei gehört zur Pfarreiengemeinschaft St. Martin im Oberen Werntal (Geldersheim) im Dekanat Schweinfurt-Nord des Bistums Würzburg. Die Kirche ist gemeinsam mit dem sie umgebenden Gaden der Kirchenburg und der ehemaligen Friedhofskapelle als Baudenkmal in der Bayerischen Denkmalliste eingetragen.

## Beschreibung
Die Saalkirche besteht aus einem 1618 gebauten Langhaus und einem eingezogenen, dreiseitig geschlossenen Chor im Osten, an dessen Nordseite der Chorflankenturm und an dessen Südseite die Sakristei angebaut ist. Das oberste, 1617/18 gebaute Geschoss des 1692 mit einer Welschen Haube bedeckten Turms beherbergt die Turmuhr und den Glockenstuhl. Der Innenraum des Chors ist mit einem Netzgewölbe überspannt. Im Keller des Chors, der ursprünglich zu einem Chorturm gehörte, befindet sich eine Krypta aus der 1. Hälfte des 13. Jahrhunderts. Das Portal auf der Westseite des Langhauses ist mit einem Sprenggiebel bedeckt. Die Decke des Innenraums des Langhauses ist mit Stuck verziert. Die Gemälde der Mariä Himmelfahrt, der Trinität und der Kreuzwegstationen stammen von Johann Peter Herrlein. Auf der Empore steht eine Orgel mit 24 Registern, 2 Manualen und einem Pedal, die Winfried Elenz gebaut hat.